# 連鎖球菌症
連鎖球菌症（れんさきゅうきんしょう、英: streptococcul infection）とはβ溶血性のレンサ球菌(Streptococcus sp.)感染を原因とする魚類の感染症。主原因菌はStreptococcus iniaeであり、サケ科魚類、アユ、テラピア、ブリ、マダイ、ヒラメが感受性を有する。病魚は眼球周囲の出血、眼球突出、腹部の発赤や点状出血、腹部膨満、尾柄部膿瘍、肛門の拡張腹水貯留、腸炎、脾腫を示し、魚種による病徴の違いはほとんど認められない。病原菌はマクロライド系抗生物質に対して感受性を示す。